# Fragenkatalog
Ein Fragenkatalog ist eine Sammlung von Fragen zu einem bestimmten Thema mit dem Ziel, durch die Befragung von Personen den Istzustand einer Situation zu ermitteln.
Dabei können Fragenkataloge wirtschaftliche beziehungsweise organisatorische, wissenschaftliche oder spielerische Hintergründe haben. Zum einen können die Schwachstellen und Mängel eines Systems, zum Beispiel eines Unternehmens, ermittelt werden. Hierfür wird oft eine Mitarbeiterbefragung eingesetzt. Des Weiteren können Fragenkataloge wissenschaftliche Informationen liefern, zum Beispiel das psychologische Kaufverhalten eines Kunden, wodurch das Marketing und die Produktpalette überarbeitet werden können. Der dritte Punkt der spielerischen Befragung fällt etwas aus der Rolle, er dient in erster Linie der Unterhaltung. Er kommt beispielsweise in Boulevardzeitungen zum Einsatz, in dem die Vorlieben eines Prominenten dargestellt werden. Er hat nur selten die Funktion, Istzustände zu verändern.
Die Prüfliste als eine Form des Fragenkatalogs ist eine Arbeitshilfe für die Durchführung und Dokumentation von Maßnahmen in der Qualitätssicherung und zur Einschätzung von Gefährdungspotenzialen.
Gewerkschaften, Berufsverbände oder Industrieverbände veröffentlichen Prüflisten und geben Hilfestellung, um Gefahren zu erkennen und diese durch entsprechende Maßnahmen zu verhindern. Meist sind die Prüflisten an bestimmten Standards orientiert.
Ein Prüfkatalog in Form einer Checkliste kann aber auch analog zu einer Anleitung für eine noch nicht- oder schon lange nicht mehr ausgeführte Tätigkeit verwandt werden. Die Checkliste hilft dann alle wichtigen Punkte nacheinander abzuarbeiten, um am Schluss das erwünschte Ergebnis zu erreichen. Speziell im Internet finden sich mittlerweile zu fast jedem Thema ausführliche Checklisten. Die angebotenen Checklisten reichen von der Urlaubsplanung bis hin zur Umzugscheckliste und können die Planung respektive die Durchführung der zu bewältigenden Aufgabe wesentlich erleichtern.

## Prüffragenkatalog/Checkliste
Für den Prüffragenkatalog wird in der Literatur vor allem der Begriff der Checkliste synonym verwendet. Dennoch kann man zwischen den beiden Begriffen differenzieren, wobei die Checkliste eine bestimmte Form der Prüfliste ist. Sie zielt in der Regel allerdings im Gegensatz zur Prüfliste weniger auf eine Ermittlung qualitativer Defizite (Validierung) als vielmehr auf eine Art Vollständigkeitskontrolle (Verifizierung) ab.
Checklisten werden besonders dort verwendet, wo das Vergessen einzelner Arbeitsschritte gravierende Konsequenzen haben kann, wie etwa bei Apothekern oder Piloten. Aus diesem Grund ist das Erstellen von  Checklisten für einzelne Arbeitsbereiche z. T. für die Zertifizierung von Qualitätsmanagementsystemen notwendig. Der Prüffragenkatalog ist eine Zusammenstellung von Fragen, mit denen versucht wird, alle Problemfelder des Istzustandes zu behandeln und systematisch Schwachstellen zu finden. Entscheidungsrelevante Merkmale werden als Frage formuliert und zu einem Katalog zusammengefasst. Bei der Zusammensetzung spielen sowohl die logische Betrachtung des Untersuchungsbereiches als auch die Erfahrungen aus der Praxis eine relevante Rolle.
Der Nachteil eines detaillierten Prüffragenkataloges liegt in dem großen Aufwand, der bei der Problemanalyse entsteht. Es gibt außerdem keine allgemeine Systematik bei der Erstellung des Kataloges. Die Qualität dessen hängt meist von der Erfahrung des Erstellers ab. Das Aufsetzen des Prüffragenkataloges ist aufwendig und die Komplexität von Zusammenhängen nur schwer darstellbar. Da die Anzahl der Fragen beschränkt ist, werden die Mängel des Istzustandes möglicherweise nicht erkannt. Ein weiterer Nachteil entsteht dadurch, dass der Prüffragenkatalog nur die bereits bekannten Schwachstellen und Lösungen aufzeigt. Besonders wirksam ist der Prüffragenkatalog bei Routineaufgaben, da diese durch den Einsatz des Katalogs kontrollierbarer und delegierbarer werden. Weiterhin empfinden manche Mitarbeiter den  bürokratischen Zusatzaufwand als störend, da auf individuelle Arbeitsweisen keine Rücksicht genommen wird.

### Schwachstellenkatalog
Der Schwachstellenkatalog enthält realtypische, komplexe Mängel der Organisation, zu denen auch die Nichtbeachtung bewährter organisatorischer Grundsätze gehört. Die Erfahrungen mit Schwachstellen aus der Praxis dienen zur Erstellung des Schwachstellenkataloges. Anhand dessen lässt sich die Schwachstelle in einer konkreten Situation besser bestimmen. Für jeden Sachbereich muss ein eigener Katalog erstellt werden.

### Mängelliste
Die Mängelliste entsteht während der Analyse von Schwachstellen. Die Häufigkeiten des Auftretens eines Mangels, zum Beispiel fehlerhafte Auftragsdaten, werden gesammelt und anschließend systematisch dargestellt.